# 凯莉葩缪葩缪
Kyary Pamyu Pamyu（日语：きゃりーぱみゅぱみゅ，1993年1月29日—），也因〈PONPONPON〉的歌詞被粉絲稱為彭薇薇，日本女性模特兒和歌手。主要活躍於服裝雜誌《Zipper》、《KERA》、《HR》，是青文字系的代表模特之一。正式藝名是Caroline Charonplop Kyary Pamyu Pamyu（きゃろらいんちゃろんぷろっぷきゃりーぱみゅぱみゅ）。

## 經歷

### 模特兒活動
立川女子高等學校就學期間，就夢想往模特兒界發展。2009年秋天，在潮流雜誌『KERA』的街頭拍攝中登場，並開始擔當讀者模特兒的工作。2010年6月，首次登上高中生雜誌『HR』的封面。常在HARAJUKU KAWAii、TOKYO GIRLS COLLECTION、神戶COLLECTION、關西COLLECTION等時裝表演上演出。2012年在網站ORICON STYLE發表的「喜歡的讀者模特兒」排行榜中排行第一。

### 音樂活動

#### 2011年
2月，在其個人網誌上宣佈將在同年發行，收錄了自己所挑選的，於吉卜力作品中使用過的歌曲的CD。
5月，宣佈以「Kyary Pamyu Pamyu」的名義，在唱片公司WARNER MUSIC JAPAN下正式出道。6月，宣佈出道作品將為迷你專輯，並由中田ヤスタカ製作，7月1日公佈專輯標題為《你好原宿》。為配合專輯發售，在iTunes上向全球23個國家公開發售主打曲目〈PONPONPON〉。此曲在iTunes芬蘭及比利時的電子音樂排行榜登上第一位，是首次有日本歌手獲得首位。

#### 2012年
1月、首張CD單曲《戴上假睫毛》發行。這張單曲在全球73個國家先行公開下載，是日本歌手史上最多的記錄，同時登上了ORICON週榜第7位。
同年2月，首次個人演唱會『もしもしクアトロ』在東京渋谷CLUB QUATTRO舉行，並發行第二張CD單曲《CANDY CANDY》，緊接宣佈將在同年6月初舉行首次全國巡迴演唱會。7月前往法國巴黎，在當地「日本博覽會」中的活動「HARAJUKU KAWAii!!!!」的演唱會舞台上演出。演唱會在兩日共吸引了約一萬三千人觀看，是同年在「日本博覽會」上舉行的演唱會人數最多的。
3月26日，出席名為「活力日本展 IN 香港」的日本文化宣傳活動，是在香港的首次演出。
同年年末，在YouTube 發表的上載影片點擊率排行榜上，〈CANDY CANDY〉的音樂錄影帶在日本歌手中取得第一位，並登上世界榜的第二位。
12月20日、歌詞網站歌NET發表「2012年・歌詞瀏覽　年度綜合排行榜TOP50　速報版」，其中《戴上假睫毛》取得第一位。
同年大除夕，首次登上NHK紅白歌合戰，表演合包含〈FASHION MONSTER〉和〈戴上假睫毛〉在內的「紅白2012 Kyary Pamyu Pamyu 組曲」。
互聯網調查公司MACROMILL，進行了一頂名為「2012年流行相關的調査」，收集1000名受訪者的意見，在2012年的「當紅人物部門」，Kyary Pamyu Pamyu以39%的票數成為首位，被視作同年的「火速走紅人物」。

#### 2013年
3月，於Club Nokia LA Live舉行100%KPP World Tour世界巡迴演唱會洛杉磯站的演出，意外獲得X JAPAN團長YOSHIKI捧場，因樂風表現頗為不同，實讓眾多樂迷感到訝異。
12月，日本YouTube發表了2013年10大觀看數最多的音樂影片排名，而〈忍者棒棒〉獲得了第一名，〈INVADER INVADER〉獲得了第三名，〈振袖和服〉則獲得了第四名。

#### 2016年
於台灣ATT SHOW BOX舉行單獨公演。

## 人物
生於東京，家中獨生女。曾和父母一起在家中上電視受訪。
關於藝名的由來，她本人表示是因覺得搞笑藝人八木真澄的短笑話中出現過的「ぱみゅ（Pamyu）」一詞很可愛，便借了來用在名字裡，而「きゃりー（Kyary）」則是她一直以來的暱稱。
性格有點害羞。
中學時代是田徑部成員。
公開表明是《蠟筆小新》的粉絲，擁有全部的原作漫畫。在2013年，實現了她與《蠟筆小新》的合作計畫，包括在動畫內登場及獻唱主題曲。
喜歡的歌手，包括Gwen Stefani 、Christina Aguilera、Katy Perry和Lady GaGa等。同時，她也喜歡CAPSULE 、Perfume和MEG等，由中田康貴製作的歌曲。曾說過如果有選拔Perfume師妹的試音活動，她願意參加。Katy Perry曾在Twitter裡自認是Kyary的歌迷，在2012的一則推文說道，「我十分喜歡她，她令我情緒高漲！」，並在推文下介紹了〈PONPONPON〉的音樂錄影帶。Kyary憧憬的對象是女子組合Berryz工房的菅谷梨沙子，曾說過她是見過的人中最可愛的一位。之後在雜誌『KERA』上實現了共演，那時候兩人互相交換了電郵地址並成為了好友。
2010年3月24日，開設了官方部落格『Kyary Pamyu Pamyu的WAYWAY部落格』。同年在一天內部落格便達成了200萬瀏覽次數。一些名人如木村KAELA、佐田真由美和宮城舞都自認是部落格的忠實讀者。Kyary在部落格上經常使用的「キレそう」（意思:氣瘋了；與一些讚賞說話一起使用，如「超可愛くて、キレそう」）等詞語被稱為「Kyary語」。她在部落格上介紹過的化妝品和服飾的銷量都會馬上增加。2012年1月14日，部落格登上了該部落格網站綜合排行榜的第一位。
2023年3月21日宣布與演員葉山獎之結婚。

## 主頂出演

### 雜誌
- Zipper（祥傳社）
- KERA（インデックス・コミュニケーションズ）

### 電視節目
- きゃりーのウェイウェイNICOちゃんねる（NICONICO動畫、2010年12月- 2012年5月）
- スペシャエリア（SPACE SHOWER TV、2011年10月 - 2013年10月 ）
- キャサリン→キャサリン三世（關西電視台、富士電視台、2012年 4月- 已播畢）
- きゃりーぱみゅぱみゅテレビJOHN!（名古屋電視台、2012年 10月- ）※限定於東海地區、新潟、沖繩播送
- きゃりーぱみゅぱみゅの“なんだこれTV”（SPACE SHOWER TV、2013年 12月- ）

### 電視劇
- 家族之歌 第1話（富士電視台、2012年4月15日） - 飾 本人

### 動畫
- 蠟筆小新（動畫） （朝日電視台、2013年1月25日） - 飾 本人
- 蠟筆小新：激戰！塗鴉王國與差不多四勇者（動畫電影）（2020年4月24日） - 飾 塗鴉王國公主（特別聲優）

### 廣播
- きゃりーぱみゅぱみゅのウェイウェイレディオ（TBS廣播『Kakiiin』内、2011年 - ）

### 广告
- 豆しば「豆しぱみゅぱみゅ」（テレビドガッチ）（2011年12月）
- 求人情報サービスan（インテリジェンス）（2012年1月）
- プッチンプリン（グリコ乳業）（2012年1月）
- BREO（ブレオ）（江崎固力果）（2012年3月）
- Reveur SCALP（ジャパンゲートウェイ）（2012年3月）
- 日本肯德基炸雞公司・Krushers おねだりキャンペーン（2012年3月）
- G.U.「g.u.」（2012年9月）[34]
- 日本鈴木 (公司)「MRワゴン」（2012年）
- au「FULL CONTROL / REAL」(KDDI)（2013年）
- アイスの実（日语：アイスの実） （江崎固力果）（2013年）
- au「きゃりー歌番組」（2013年6月）
- 日本鈴木 (公司)「MRワゴン Wit」（2013年7月）
- au「のりかえる夏」（2013年7月）
- CHINTAI（日语：CHINTAI）「CHINTAI」（2013年8月）
- 求人情报サービスan「きゃりーのパン屋さん　いきなりBKB篇」（2013年8月）
- 求人情报サービスan「きゃりーの新聞配達篇」（2013年8月）
- au「スマートバリュー楽屋篇」（2013年10月）
- 三詩達（日语：サンスター）Ora²「すんごいオーラ篇」（2013年10月）
- au「スマートバリューステージ」篇（2013年10月）
- au「リアル4G LTEライフ きゃりーさん」篇（2013年10月）
- au「スマートバリュー　クリスマス篇」（2013年11月）
- メガネトップ（日语：メガネトップ） 「ALOOK」 （2013年12月）
- 三詩達（日语：サンスター）Ora²「すんごいオーラ正月篇 」（2014年1月）
- CHINTAI（日语：CHINTAI）（2014年1月）
- 新任天堂3DS（2014年9月）

## 演唱會
國內
- Pamyu Pamyu Revolution Tour (2012)
- Nanda Collection Tour (2013)
- Pika Pika Fantajin Tour (2013)
- Kyary Pamyu Pamyu's Colorful Panic Toy Box (2014)
- Crazy Party Night Tour (2015)

國外
- 100%KPP World Tour (2013)
- KPP World Tour 2014 (2014)
- KPP 5iVE YEARS MONSTER WORLD TOUR 2016 (2016)

## 作品

### 專輯
| 年     | 情報 | 最高順位 | 最高順位  | 金唱片認定銷量 |
| 年     | 情報 | Oricon   | Billboard | 金唱片認定銷量 |
| ------ | --- | -------- | --------- | -------------- |
| 2012年 | ぱみゅぱみゅレボリューション（Pamyu Pamyu Revolution） - 發售日:5月23日 - 唱片公司: WARNER MUSIC JAPAN - 規格:CD、數位下載 | 2        | 3         | 159,016        |
| 2013年 | なんだこれくしょん（Nanda Collection） - 發售日:6月26日 - 唱片公司: WARNER MUSIC JAPAN - 規格:CD、數位下載                 | 1        | 1         | 250,490        |
| 2014年 | ピカピカふぁんたじん（Pika Pika Fantajin） - 發售日:7月9日 - 唱片公司: WARNER MUSIC JAPAN - 規格:CD、數位下載              | 1        | 1         |                |
| 2018年 | じゃぱみゅ（Japamyu） - 發售日:9月26日 - 唱片公司: WARNER MUSIC JAPAN - 規格:CD、數位下載                                  | 12       |           |                |

### 迷你專輯
| 年     | 情報 | 最高位置 | 最高位置  | 銷量認定 |
| 年     | 情報 | Oricon   | Billboard | 銷量認定 |
| ------ | --- | -------- | --------- | -------- |
| 2011年 | もしもし原宿（Moshi Moshi Harajuku） - 發售日期:8月17日 - 唱片公司: WARNER MUSIC JAPAN - 規格:CD、線上下載 | 18       | 15        |          |

### 單曲
| 配信 | 2010年3月30日  | ミラクルオレンジ                                                                       | -  | - | -           |             | avex HIGHSCHOOLSINGER(mu-mo, iTunes) |             |             |             |             |             |             |             |  |
| 配信 | 2010年9月25日  | ラブベリー                                                                             | -  | - | -           |             | avex HIGHSCHOOLSINGER(mu-mo, iTunes) |             |             |             |             |             |             |             |  |
| 配信 | 2011年7月20日  | PONPONPON                                                                              | -  | 9 | 47          |             | もしもし原宿                         |             |             |             |             |             |             |             |  |
| 1st  | 2012年1月11日  | つけまつける（Tsukematsukeru）                                                         | 7  | 3 | 6           |             | ぱみゅぱみゅレボリューション         |             |             |             |             |             |             |             |  |
| 2nd  | 2012年4月4日   | CANDY CANDY                                                                            | 8  | 2 | 8           |             | ぱみゅぱみゅレボリューション         |             |             |             |             |             |             |             |  |
| 3rd  | 2012年10月17日 | ファッションモンスター（Fashion Monster）                                              | 5  | 2 | ︵ 停 榜 ︶ |             | なんだこれくしょん                   |             |             |             |             |             |             |             |  |
| 4th  | 2013年1月30日  | キミに100パーセント/ふりそでーしょん（Kimi ni 100 Percent/Furisodeshon）               | 3  | 2 | ︵ 停 榜 ︶ |             | なんだこれくしょん                   |             |             |             |             |             |             |             |  |
| 5th  | 2013年3月20日  | にんじゃりばんばん（Ninjya Re Bang Bang）                                              | 3  | 1 |             |             | なんだこれくしょん                   |             |             |             |             |             |             |             |  |
| 6th  | 2013年5月15日  | インベーダーインベーダー（Invader Invader）                                            | 6  | 3 |             |             | なんだこれくしょん                   |             |             |             |             |             |             |             |  |
| 7th  | 2013年11月6日  | もったいないとらんど（Mottai-Nightland）                                               | 8  | 4 |             |             | ピカピカふぁんたじん                 |             |             |             |             |             |             |             |  |
| 8th  | 2014年2月26日  | ゆめのはじまりんりん（Yume no Hajima Ring Ring）                                       | 11 |   |             |             | ピカピカふぁんたじん                 |             |             |             |             |             |             |             |  |
| 9th  | 2014年4月16日  | ファミリーパーティー（Family Party）                                                   | 2  | 4 |             |             | ピカピカふぁんたじん                 |             |             |             |             |             |             |             |  |
|      | 2014年6月11日  | きらきらキラー（Kira Kira Killer）                                                     | -  | 7 |             |             | ピカピカふぁんたじん                 |             |             |             |             |             |             |             |  |
| 10th | 2015年3月18日  | もんだいガール（Mondai Girl）                                                          | 6  |   |             |             | KPP BEST                             |             |             |             |             |             |             |             |  |
| 11th | 2015年9月2日   | Crazy Party Night ~ぱんぷきんの逆襲~（Crazy Party night -Pumpkins Strike Back-）       | 12 |   |             |             | KPP BEST                             |             |             |             |             |             |             |             |  |
| 12th | 2016年4月20日  | 最&高（Sai & Co）                                                                      | 16 |   |             |             | KPP BEST                             |             |             |             |             |             |             |             |  |
| 13th | 2017年1月18日  | Crazy Crazy （feat. Charli XCX & Kyary Pamyu Pamyu） / 原宿いやほい（Harajuku Iyahoi） | 15 |   |             |             |                                      |             |             |             |             |             |             |             |  |
| 14th | 2017年4月5日   | 良すた（Easta）                                                                        | 15 |   |             |             |                                      |             |             |             |             |             |             |             |  |
| 配信 | 2018年4月11日  | きみのみかた（Kimi no Mikata）                                                         |    |   |             |             | じゃぱみゅ                           |             |             |             |             |             |             |             |  |
| 配信 | 2019年5月10日  | きみがいいねくれたら（Kimiga Iine Kuretara）                                           |    |   |             |             |                                      |             |             |             |             |             |             |             |  |
| 配信 | 2020年4月24日  | かまいたち（Kamaitachi）                                                               |    |   |             |             |                                      |             |             |             |             |             |             |             |  |
| 配信 | 2021年1月29日  | ガムガムガール（Gum Gum Girl）                                                         |    |   |             | CANDY RACER | CANDY RACER                          | CANDY RACER | CANDY RACER | CANDY RACER | CANDY RACER | CANDY RACER | CANDY RACER | CANDY RACER |  |
| 配信 | 2022年10月5日  | 一心同体（Isshin Doutai）                                                              |    |   |             |             |                                      |             |             |             |             |             |             |             |  |

### DVD、Blu-ray
- きゃりーぱみゅぱみゅ テレビJOHN! （DVD），由Warner Music Japan於2012年6月6日發行，產品編號WPBL-90186。
- きゃりーぱみゅぱみゅ テレビJOHN! Vol.2 （DVD），由Warner Music Japan於2012年12月19日發行，產品編號WPBL-90202。
- 七上八下 滿心期待 卡莉怪妞在閃亮亮日本武道館2012現場演唱會 （DVD、Blu-ray），由Warner Music Japan於2013年2月13日發行，產品編號WPBL-90213、WPXL-90017 、WPBL-90211/2 - 收錄Kyary Pamyu Pamyu於2012年11月6日在日本武道館的演唱會。
- 100％KPP WORLD TOUR 2013 OFFICIAL DOCUMENTARY （DVD、Blu-ray），由Warner Music Japan於2014年1月29日發行，記錄Kyary Pamyu Pamyu於100%KPP World Tour期間所拍攝的片段所做成的紀錄片。
- 卡莉怪妞的魔幻奇異城堡演唱會LIVE DVD （DVD、Blu-ray），由Warner Music Japan於2014年6月11日發行，產品編號WPXL-90072、WPBL-90297  - 收錄Kyary Pamyu Pamyu於2014年1月18、19日在日本橫濱體育館的演唱會。

### 寫真集
- OFFICIAL DOCUMENTARY PHOTO BOOK -100%KPP WORLD TOUR 2013-，由ASOBISYSTEM於2013年8月8日發行，收錄Kyary Pamyu Pamyu於100%KPP World Tour期間所拍攝的演唱會照片以及在各國遊玩的照片。

## 商業合作
| 曲名            | 商業搭配                                              |
| --------------- | ----------------------------------------------------- |
| 戴上假睫毛      | テレビドガッチ「豆しぱみゅぱみゅ」CM歌曲              |
| 戴上假睫毛      | 千葉電視台&Being (公司)製作的「MUSIC FOCUS」1月片尾曲 |
| 卡莉─ANAN       | 「au」CM歌曲                                          |
| CANDY CANDY     | 江崎固力果「BREO」CM歌曲                              |
| CANDY CANDY     | 關西電視台&富士電視台『キャサリン』片尾曲             |
| 大家的歌        | テレビドガッチ「豆しぱみゅぱみゅ」CM歌曲              |
| 撒嬌拜託44℃     | 日本肯德基「クラッシャーズ」CM歌曲                    |
| FASHION MONSTER | G.U.「g.u.」 CM歌曲                                   |
| FASHION MONSTER | 東京電視台『JAPAN COUNTDOWN』2012年10月片頭曲         |
| 做100%的自己    | 日本鈴木 (公司)「MRワゴンECO」CM歌曲                  |
| 100%傳達給你    | 朝日電視台動畫『蠟筆小新』片頭曲                      |
| Family Party    | 劇場版《蠟筆小新：大對決！機器人爸爸的反擊》片尾曲    |
| 振袖和服        | テレビドガッチ「豆しぱみゅぱみゅ」CM歌曲              |
| 忍者棒棒        | au「FULL CONTROL / REAL」CM歌曲                       |
| INVADER INVADER | G.U.「g.u.」 CM歌曲                                   |
| Point of view   | 富士電視台「アゲるテレビ」 片頭片尾曲                 |
| 暈頭轉向        | 日本肯德基「クラッシャーズ」CM歌曲                    |
| 轉子與換男      | au「きゃりー歌番組」CM歌曲                            |
| 轉子與換男      | au「のりかえる夏」CM歌曲                              |
| MI              | 江崎固力果 アイスの実 CM歌曲                          |
| 像大人的孩子    | 日本鈴木 (公司)「MRワゴンWit」CM歌曲                  |
| 浪費NIGHT樂園   | au「スマートバリュー楽屋篇」CM歌曲                    |
| 浪費NIGHT樂園   | au「スマートバリューステージ篇」CM歌曲                |
| 浪費NIGHT樂園   | au「スマートバリュー クリスマス篇」CM歌曲             |
| 超強氣場        | 三詩達Ora²「すんごいオーラ篇」CM歌曲                  |

## 獲獎記錄
| 年     | 專輯            | 獎                                 | 類別                   |
| ------ | --------------- | ---------------------------------- | ---------------------- |
| 2011年 |                 | BEST STYLING AWARD                 | 藝人部門               |
| 2012   |                 | SPACE SHOWER Music Video Awards    | 特別獎                 |
| 2012   | 你好原宿        | CD封面大獎                         | 第一名                 |
| 2012   |                 | 第45回日本有線大獎                 | 特別獎                 |
| 2012   |                 | VOGUE JAPAN Women of the Year 2012 | [ 43 ]                 |
| 2012   |                 | 第41回ベストドレッサー賞           | 國際部門               |
| 2012   |                 | 第54回日本唱片大獎                 | 特別獎                 |
| 2013   | 怪妞進怪論      | CD店大獎                           | 第二名                 |
| 2013   | 戴上假睫毛      | SPACE SHOWER Music Video Awards    | BEST VIDEO OF THE YEAR |
| 2013   | 忍者棒棒        | RecoChoku3月最優秀歌曲             | 數位下載（單曲）部門   |
| 2013   | 忍者棒棒        | RecoChoku3月最優秀歌曲             | 手機鈴聲部門           |
| 2013   | FASHION MONSTER | 2013 MTV日本音樂錄影帶大獎         | 最佳流行音樂錄影帶     |
| 2013   | FASHION MONSTER | 2013 MTV日本音樂錄影帶大獎         | 最佳卡拉OK歌曲         |
| 2013   | 忍者棒棒        | mora上半年下載排行                 | （單曲）第一名         |
| 2014   |                 | SPACE SHOWER Music Video Awards    | 特別獎                 |

## 資料來源
1. 1 2  . MY MEDIA. Twin Planet. 2011年  [2012-01-17]. （原始内容存档于2011-12-30） （日语）.
2. 1 2  . Profeile. オフィシャルWEBSITE. 2011年  [2011-03-02]. （原始内容存档于2011-02-20） （日语）.
3. ↑  她本人接受專訪表示喜歡卡莉怪妞這個譯名，尤其「怪」字敘述的很傳神。
4. ↑  .   [2012-03-03]. （原始内容存档于2012-06-15）.
5. ↑  . J-CAST. 2011-02-09  [2011-03-02]. （原始内容存档于2011-02-16）.
6. ↑  . livedoor NEWS. 2012-02-07  [2013-02-07]. （原始内容存档于2012-06-15）.
7. ↑  . 東京都: ネットネイティブ. モデルプレス. 2011-02-08  [2011-03-02]. （原始内容存档于2011-03-09） （日语）.
8. ↑  . 東京都. オリコン. 2011-05-13  [2011-07-21]. （原始内容存档于2011-05-14） （日语）.
9. ↑  . 東京都. オリコン. 2011-06-05  [2011-07-21]. （原始内容存档于2012-06-26） （日语）.
10. ↑  . 東京都. ワーナーミュージック・ジャパン. 2011-07-01  [2011-07-21]. （原始内容存档于2011-07-04） （日语）.
11. ↑  . 東京都. ワーナーミュージック・ジャパン. 2011-07-22  [2011-07-31]. （原始内容存档于2011-08-11） （日语）.
12. ↑  . ナタリー. 2012-02-26  [2012-03-02]. （原始内容存档于2012-02-28）.
13. ↑  . Musicman. 2012-07-09  [2012-08-18]. （原始内容存档于2015-02-08）.
14. ↑  . JCASTテレビウォッチ. 2012-12-25  [2013-01-12]. （原始内容存档于2012-12-29）.
15. ↑  . デイリースポーツ online. 2012-12-20  [2013-02-07]. （原始内容存档于2012-12-23）.
16. ↑  『きゃりーぱみゅぱみゅ リアルファッションモンスター姿で紅白初出演』 （页面存档备份，存于） 2012年12月31日 Fashionsnap.com
17. ↑  『今年一番ブレイクしたのはきゃりーぱみゅぱみゅ「2012年の流行」ランキング発表』 （页面存档备份，存于） 2012年12月8日 Fashionsnap.com
18. ↑  . Musicman-NET. 2013-12-11  [2014-04-08]. （原始内容存档于2014-04-08）.
19. ↑  memeonmusic. . MeMeOn Music. 2016-08-10  [2017-02-24]. （原始内容存档于2017-04-24）.
20. ↑  . 女性セブン (小学館). 2011, (2011年9月29日・10月6日号)  [2012-11-09]. （原始内容存档于2012-01-29）.
21. ↑  . サンケイスポーツ. 2013-01-12  [2013-01-13]. （原始内容存档于2013-01-15）.
22. 1 2  . ライブドアニュース. ライブドア. 2012-02-16  [2013-01-14]. （原始内容存档于2013-01-19）.
23. ↑  『きゃりーぱみゅぱみゅ×クレヨンしんちゃん コラボキャラ公開』 （页面存档备份，存于） 2013年1月11日 Fashionsnap.com
24. 1 2  ミュージック インタビュー&コメント.  (访谈). 2011-08-17  [2012-11-09].  オリコン. （原始内容存档于2012-11-18）.
25. ↑   (访谈). 2011-8  [2012-11-09].  club culture magazine. （原始内容存档于2012-11-04）.
26. ↑   (访谈). 2011-08-23  [2012-11-09].  タイムアウト東京. （原始内容存档于2012-09-13）.
27. ↑  . 2011-09-29  [2012-11-09]. （原始内容存档于2016-06-11）.
28. ↑  . Twitter.   [2023-09-01]. （原始内容存档于2023-09-01） （英语）. 外部链接存在于|title= (帮助)
29. ↑  .   [2014-02-04]. （原始内容存档于2014-02-22）.
30. ↑  .   [2014-02-04]. （原始内容存档于2014-02-25）.
31. ↑  .   [2012-03-21]. （原始内容存档于2012-12-10）.
32. ↑  .   [2013-04-28]. （原始内容存档于2013-03-28）.
33. ↑  . Yahoo News.   [2023-03-20]. （原始内容存档于2023-04-12） （中文（臺灣））.
34. ↑  . 時事ドットコム (時事通信社). 2012-09-06  [2012-09-07]. （原始内容存档于2014-12-04）.
35. 1 2  . オリコン芸能人事典. Oricon.   [2011-07-21]. （原始内容存档于2013-06-04） （日语）.
36. ↑  . オリコン芸能人事典. Oricon.   [2011-07-21]. （原始内容存档于2013-06-04） （日语）.
37. ↑  . ビルボード. 2011年  [2011-05-07]. （原始内容存档于2010-09-23） （日语）.
38. ↑  . RIAJ有料音楽配信チャート. 日本唱片協会. 2011年  [2011-05-07]. （原始内容存档于2012-05-01） （日语）.
39. ↑  中田康貴 / Kyary Pamyu Pamyu名義
40. ↑   (新闻稿). SPCJAPAN. 2011-11-15  [2011-11-20].
41. ↑   (新闻稿). modelpress. 2012-10-16. （原始内容存档于2013-02-09）.
42. ↑   (新闻稿). oricon. 2012-11-01. （原始内容存档于2013-02-09）.
43. ↑   (新闻稿). joshiplus. 2012-11-26. （原始内容存档于2013-06-16）.
44. ↑   (新闻稿). excite. 2012-11-29. （原始内容存档于2013-10-31）.
45. ↑   (新闻稿). mynavi. 2012-12-30. （原始内容存档于2013-05-19）.
46. ↑  . 全日本CD店店員組合. 2013-03-07. （原始内容存档于2015-09-23）.
47. ↑  . SPACE SHOWER. 2013-03-13. （原始内容存档于2012-03-01）.
48. 1 2   (PDF). RecoChoku. 2013-04-03. （原始内容 (PDF)存档于2013-06-01）.
49. 1 2  . modelpress. 2013-06-22. （原始内容存档于2013-06-27）.
50. ↑  . mora. （原始内容存档于2013-11-01）.
51. ↑  . SPACESHOWER. （原始内容存档于2014-03-09）.

## 外部連結
- 官方网站 （日語）
- 凯莉葩缪葩缪的X（前Twitter） （日語）
- 官方YouTube（页面存档备份，存于）
- 官方Facebook粉絲專頁（页面存档备份，存于） （日語）
- 官方Facebook外語粉絲專頁（页面存档备份，存于）
- kyarypamyupamyu_凯莉葩缪葩缪（页面存档备份，存于）的新浪微博（中文）
- 官方Google+專頁（页面存档备份，存于）
- http://ameblo.jp/kyarypamyupamyu/（页面存档备份，存于） （日語）
- Twin Planet きゃりー （日語）
- きゃりーぱみゅぱみゅ - ワーナーミュージック・ジャパン（页面存档备份，存于）
- ワーナーミュージック・ジャパンきゃりーぱみゅぱみゅ特設サイト
- きゃりーぱみゅぱみゅ公式ブログ - GREE（页面存档备份，存于）
- きゃりープロデュースつけまつげEYEMAZING原宿dollシリーズ（页面存档备份，存于）
- auサクラ咲かそうプロジェクト2012‐きゃりーがMCの受験生応援サイト[永久]